# Huw M
Huw M, vlastním jménem Huw Meredydd Roberts, je velšský zpěvák, kytarista a hudební skladatel. Pochází z Bangoru na severu Walesu, později se usadil v Pontypridd. Věnuje se folkové hudbě a v písních z první desky zpívá ve velšském jazyce. Své první album nazvané Os Mewn Sŵn vydal v roce 2010. Ve své tvorbě se inspiroval například brazilskou a francouzskou hudbou. Na svém druhém albu, v roce 2012 vydaném Gathering Dusk, naopak zpíval v angličtině.

## Diskografie
- Os Mewn Sŵn (2010)
- Gathering Dusk (2012)
- Utica (2015)